# Jan Tomaszewski
Jan Tomaszewski (Breslavia, 9 de enero de 1948) es un exfutbolista polaco que se desempeñaba en la posición de guardameta. Fue el portero titular de la selección nacional de Polonia durante la década de 1970, alcanzando con la biało-czerwoni el tercer lugar en la Copa Mundial de 1974 celebrada en Alemania Occidental, donde fue nombrado mejor arquero del torneo. Con la selección polaca también ganó la medalla de plata en los Juegos Olímpicos de 1976 en Montreal, y fue portero titular en la Copa Mundial de 1978 en Argentina. Después de su retiro, fue comentarista de fútbol y político.

## Trayectoria
Creció en Breslavia cuando sus padres fueron expulsados de Vilna después de la Segunda Guerra Mundial. Durante su etapa como futbolista profesional jugó en varios clubes polacos, entre ellos el Śląsk Wrocław de su ciudad natal, el Legia de Varsovia y el ŁKS Łódź, y en el extranjero jugando para el K Beerschot VAC belga y el Hércules CF de España. Fue internacional con la Selección de fútbol de Polonia en 63 ocasiones. Tras colgar las botas, ejerció brevemente como entrenador del Widzew Łódź en 1989.

## Selección nacional
Tomaszewski es especialmente recordado por su actuación en el partido entre Polonia e Inglaterra en el estadio de Wembley, Londres, durante la clasificación para la Copa Mundial de 1974 de Alemania Occidental, y en donde Inglaterra necesitaba ganar. Tomaszewski fue catalogado como "un payaso" por Brian Clough antes del enfrentamiento (años después ambos mantendrían una larga amistad), pero con su actuación durante el encuentro frenó todos los ataques del combinado británico; el único gol que logró Inglaterra fue mediante el cobro de un penalti, realizado por Allan Clarke. Anteriormente, Jan Domarski había anotado para los polacos. Polonia manejó el partido 1-1 y calificaron a las finales en Alemania Occidental a expensas de Inglaterra.
En el libro La Historia de la Copa Mundial, Brian Glaville escribió: 

En retrospectiva, ser eliminado por un buen equipo como Polonia no se ve como una desgracia, pero esto es un razonamiento a posteriori. La duda es si Inglaterra podría haber tenido una brillantez como la que tuvo Polonia durante el torneo, así se podría recordar a los polacos que vencieron a Inglaterra y la Polonia que ocupó su lugar fueron dos proposiciones diferetnes dado que Polonia terminó tercero en la Copa Mundial de 1974.

### Participaciones en Copas del Mundo
| Mundial                        | Sede                | Resultado    |
| ------------------------------ | ------------------- | ------------ |
| Copa Mundial de Fútbol de 1974 | Alemania Occidental | Tercer lugar |
| Copa Mundial de Fútbol de 1978 | Argentina           | Segunda fase |

## Clubes
| Club                    | País    | Año       |
| ----------------------- | ------- | --------- |
| Śląsk Wrocław           | Polonia | 1960-1962 |
| Gwardia Wrocław         | Polonia | 1963-1967 |
| Śląsk Wrocław           | Polonia | 1968-1970 |
| Legia de Varsovia       | Polonia | 1970-1972 |
| ŁKS Łódź                | Polonia | 1972-1978 |
| K Beerschot VAC         | Bélgica | 1978-1981 |
| Hércules Club de Fútbol | España  | 1981-1982 |
| ŁKS Łódź                | Polonia | 1982-1984 |